# City of Strangers
City of Strangers è un album di Ute Lemper pubblicato nel febbraio 1995.

## Tracce
1. Losing my mind – 4:59
2. Barbara – 5:39
3. Allein in einer großen Stadt – 5:25
4. J'attends le doux veuvage – 5:45
5. The ladies who lunch – 6:02
6. Immense and red – 10:58
7. Lili Marleen - Death is a master from Germany – 4:56
8. Being alive – 4:53
9. Déjeuner du matin – 4:02
10. Die Kleptomanin – 2:41
11. Embrasse-moi – 4:11
12. Der Graben – 6:04
13. Immense et rouge – 8:26